# BLS RBDe 565
De RBDe 565, oorspronkelijk RBDe 4/4, is een elektrisch treinstel bestemd voor het regionaal personenvervoer van de BLS.

## Geschiedenis
Het treinstel werd door een werkgroep van BLS Lötschbergbahn (BLS) en Bodensee-Toggenburg-Bahn (BT) ontwikkeld voor het regionaal personenvervoer. Bij deze groep sloten zich later aan de Chemins de fer Fribourgeois Gruyère-Fribourg-Morat (GFM) en de Chemin de fer Régional du Val-de-Travers (RVT) en nog later ook de Emmental-Burgdorf-Thun-Bahn (EBT) groep.

## Constructie en techniek
Het treinstel bestaande uit een motorwagen, een stuurstandrijtuig van hetzelfde model, aangevuld met een of meer tussenrijtuigen, bestemd voor regionaal personenvervoer van de BLS.
De treinen van de BLS groep zijn als volgt genummerd:
| serie                              | levering | BLS     | SEZ     | GBS     | BN      | nummers na ombouw                   |
| ---------------------------------- | -------- | ------- | ------- | ------- | ------- | ----------------------------------- |
| motorwagen RBDe 4/4 RBDe 565       | 1981-82  | 721-722 | 723-724 | 725–729 | 730     | 94 85 7 565 721–730                 |
| motorwagen RBDe 4/4 RBDe 565       | 1984–85  | 731     | 732-733 | 734-736 | 737-738 | 94 85 7 565 731–738                 |
| motorwagen RBDe 4/4 RBDe 565       | 1991-92  | -       | 739     | 740     | 741-742 | 94 85 7 565 739–742                 |
| tussen rijtuigen B 50 63 20-33     | 1981-82  |         | 770–773 | 780–783 | 790     | 50 85 20-35                         |
| tussen rijtuigen B 50 63 20-33     | 1984–85  | 700     |         | 784-786 | 791-792 | 50 85 20-35                         |
| tussen rijtuigen B 50 63 20-33     | 1991-92  | -       | -       | -       | -       | -                                   |
| tussen rijtuigen B 50 63 20-33     | 2003-07  | 600-630 |         |         |         | B-Jumbo rijtuig 50 85 22-35 600-630 |
| stuurstand rijtuig ABt 50 63 39-33 | 1981-82  | 954-955 | 971-972 | 982–986 | 992     | 50 85 80-35                         |
| stuurstand rijtuig ABt 50 63 39-33 | 1984–85  | 956     | 973-974 | 987-989 | 993-994 | 50 85 80-35                         |
| stuurstand rijtuig ABt 50 63 39-33 | 1991-92  | -       | 975     | 979     | 995-996 | 50 85 80-35                         |

De motorwagens en stuurstandrijtuigen zijn sinds de aflevering niet gewisseld. Zie voorbeeld: 722-955, 730-992, 736-989, 742-996.
De motorwagens vanaf het nummer RBDe 4/4 721 via 565 721-8 het UIC nummer 94 85 7 565 721-8 kreeg.

### Namen
- 565 721-8 tot 565 730-9 hebben geen namen
- 565 731-7 Bümpliz und Holligen
- 565 732-5 Erlenbach im Simmental
- 565 733-3 Boltigen
- 565 734-1 Ins/Anet
- 565 735-8 Belp
- 565 736-6 Toffen
- 565 737-4 Ferenbalm und Mühleberg
- 565 738-2 Kerzers/Ried
- 565 739-0 Wimmis
- 565 740-8 Uetendorf
- 565 741-6 Marin-Epagnier
- 565 742-4 St-Blaise

## Treindiensten
De treinen van de BLS worden voor het lokaal personenvervoer van de S-Bahn Bern en voor het regionaal personenvervoer in kanton Bern ingezet.

## Foto's

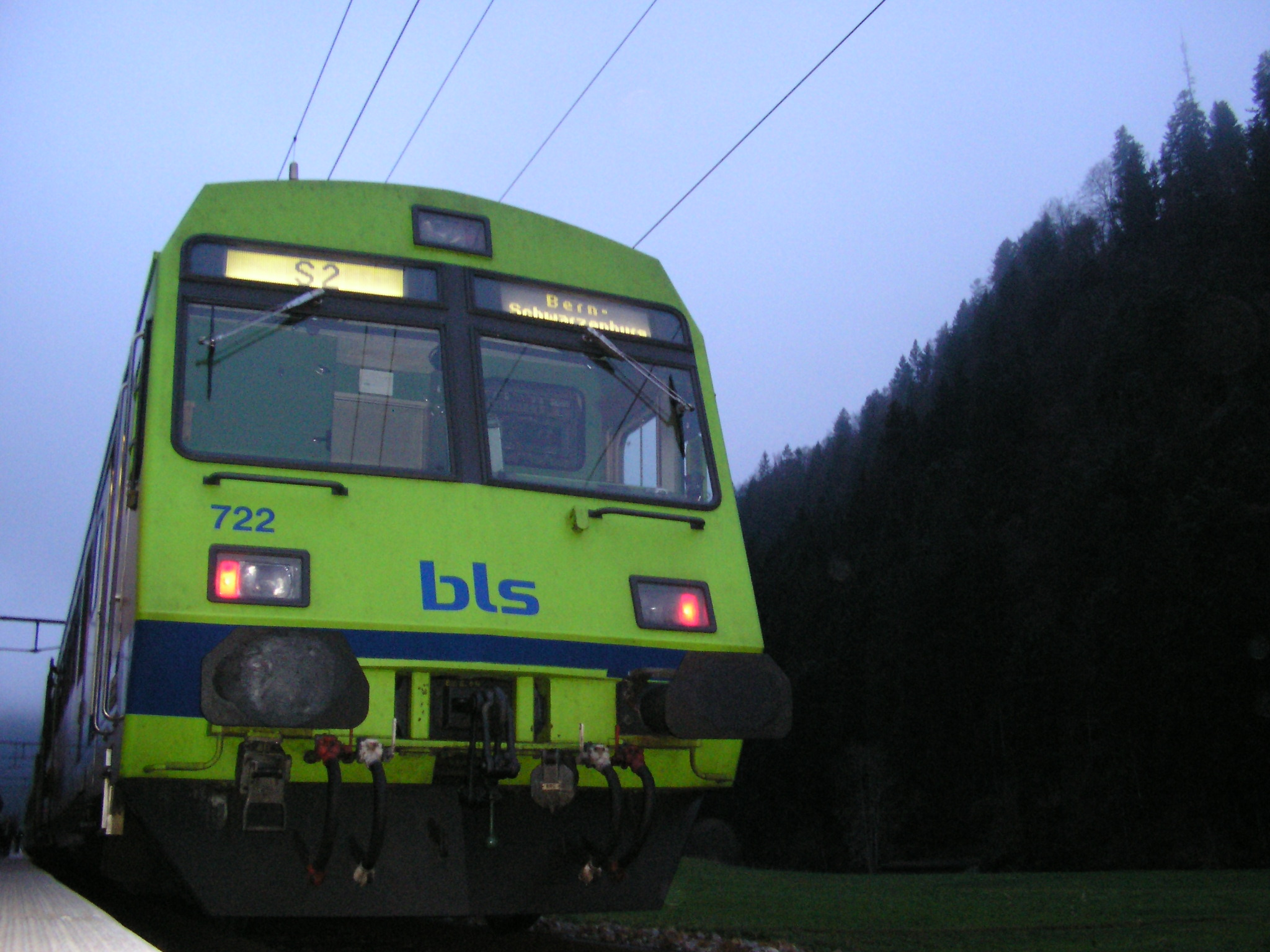
BLS RBDe 565 722, in nieuw kleurenschema te Trubschachen BE

de voormalige spoorwegondernemingen Berner Alpenbahngesellschaft (BLS) en Regionalverkehr Mittelland (RM)